# Unicodeblock Syloti Nagri
Im Unicodeblock Syloti Nagri (U+A800 bis U+A82F) befinden sich die Zeichen der indischen Abugida Sylheti Nagari, die seit dem 14. oder 16. Jahrhundert bis in die 1970er Jahre zur Schreibung des Sylheti, einer vor allem in der Division Sylhet und in angrenzenden Gebieten Bangladeschs und Indiens gesprochenen Sprache. Diese Sprache wird heute hauptsächlich in bengalischer Schrift geschrieben (siehe Unicode-Block Bengalisch).

## Tabelle
| Unicodenummer  | Zeichen (400 %) | Kategorie                               | Bidirektionale Klasse       | Offizielle Bezeichnung              | Beschreibung                              |
| -------------- | --------------- | --------------------------------------- | --------------------------- | ----------------------------------- | ----------------------------------------- |
| U+A800 (43008) | ꠀ               | anderer Buchstabe, Silbe oder Ideogramm | links nach rechts           | SYLOTI NAGRI LETTER A               | Syloti-Nagri-Buchstabe A                  |
| U+A801 (43009) | ꠁ               | anderer Buchstabe, Silbe oder Ideogramm | links nach rechts           | SYLOTI NAGRI LETTER I               | Syloti-Nagri-Buchstabe I                  |
| U+A802 (43010) | ꠂ                | Markierung ohne Extrabreite             | Markierung ohne Extrabreite | SYLOTI NAGRI SIGN DVISVARA          | Syloti-Nagri-Zeichen Dvisvara             |
| U+A803 (43011) | ꠃ               | anderer Buchstabe, Silbe oder Ideogramm | links nach rechts           | SYLOTI NAGRI LETTER U               | Syloti-Nagri-Buchstabe U                  |
| U+A804 (43012) | ꠄ               | anderer Buchstabe, Silbe oder Ideogramm | links nach rechts           | SYLOTI NAGRI LETTER E               | Syloti-Nagri-Buchstabe E                  |
| U+A805 (43013) | ꠅ               | anderer Buchstabe, Silbe oder Ideogramm | links nach rechts           | SYLOTI NAGRI LETTER O               | Syloti-Nagri-Buchstabe O                  |
| U+A806 (43014) | ꠆                | Markierung ohne Extrabreite             | Markierung ohne Extrabreite | SYLOTI NAGRI SIGN HASANTA           | Syloti-Nagri-Zeichen Hasanta              |
| U+A807 (43015) | ꠇ               | anderer Buchstabe, Silbe oder Ideogramm | links nach rechts           | SYLOTI NAGRI LETTER KO              | Syloti-Nagri-Buchstabe Ko                 |
| U+A808 (43016) | ꠈ               | anderer Buchstabe, Silbe oder Ideogramm | links nach rechts           | SYLOTI NAGRI LETTER KHO             | Syloti-Nagri-Buchstabe Kho                |
| U+A809 (43017) | ꠉ               | anderer Buchstabe, Silbe oder Ideogramm | links nach rechts           | SYLOTI NAGRI LETTER GO              | Syloti-Nagri-Buchstabe Go                 |
| U+A80A (43018) | ꠊ               | anderer Buchstabe, Silbe oder Ideogramm | links nach rechts           | SYLOTI NAGRI LETTER GHO             | Syloti-Nagri-Buchstabe Gho                |
| U+A80B (43019) | ꠋ                | Markierung ohne Extrabreite             | Markierung ohne Extrabreite | SYLOTI NAGRI SIGN ANUSVARA          | Syloti-Nagri-Zeichen Anusvara             |
| U+A80C (43020) | ꠌ               | anderer Buchstabe, Silbe oder Ideogramm | links nach rechts           | SYLOTI NAGRI LETTER CO              | Syloti-Nagri-Buchstabe Co                 |
| U+A80D (43021) | ꠍ               | anderer Buchstabe, Silbe oder Ideogramm | links nach rechts           | SYLOTI NAGRI LETTER CHO             | Syloti-Nagri-Buchstabe Cho                |
| U+A80E (43022) | ꠎ               | anderer Buchstabe, Silbe oder Ideogramm | links nach rechts           | SYLOTI NAGRI LETTER JO              | Syloti-Nagri-Buchstabe Jo                 |
| U+A80F (43023) | ꠏ               | anderer Buchstabe, Silbe oder Ideogramm | links nach rechts           | SYLOTI NAGRI LETTER JHO             | Syloti-Nagri-Buchstabe Jho                |
| U+A810 (43024) | ꠐ               | anderer Buchstabe, Silbe oder Ideogramm | links nach rechts           | SYLOTI NAGRI LETTER TTO             | Syloti-Nagri-Buchstabe Tto                |
| U+A811 (43025) | ꠑ               | anderer Buchstabe, Silbe oder Ideogramm | links nach rechts           | SYLOTI NAGRI LETTER TTHO            | Syloti-Nagri-Buchstabe Ttho               |
| U+A812 (43026) | ꠒ               | anderer Buchstabe, Silbe oder Ideogramm | links nach rechts           | SYLOTI NAGRI LETTER DDO             | Syloti-Nagri-Buchstabe Ddo                |
| U+A813 (43027) | ꠓ               | anderer Buchstabe, Silbe oder Ideogramm | links nach rechts           | SYLOTI NAGRI LETTER DDHO            | Syloti-Nagri-Buchstabe Ddho               |
| U+A814 (43028) | ꠔ               | anderer Buchstabe, Silbe oder Ideogramm | links nach rechts           | SYLOTI NAGRI LETTER TO              | Syloti-Nagri-Buchstabe To                 |
| U+A815 (43029) | ꠕ               | anderer Buchstabe, Silbe oder Ideogramm | links nach rechts           | SYLOTI NAGRI LETTER THO             | Syloti-Nagri-Buchstabe Tho                |
| U+A816 (43030) | ꠖ               | anderer Buchstabe, Silbe oder Ideogramm | links nach rechts           | SYLOTI NAGRI LETTER DO              | Syloti-Nagri-Buchstabe Do                 |
| U+A817 (43031) | ꠗ               | anderer Buchstabe, Silbe oder Ideogramm | links nach rechts           | SYLOTI NAGRI LETTER DHO             | Syloti-Nagri-Buchstabe Dho                |
| U+A818 (43032) | ꠘ               | anderer Buchstabe, Silbe oder Ideogramm | links nach rechts           | SYLOTI NAGRI LETTER NO              | Syloti-Nagri-Buchstabe No                 |
| U+A819 (43033) | ꠙ               | anderer Buchstabe, Silbe oder Ideogramm | links nach rechts           | SYLOTI NAGRI LETTER PO              | Syloti-Nagri-Buchstabe Po                 |
| U+A81A (43034) | ꠚ               | anderer Buchstabe, Silbe oder Ideogramm | links nach rechts           | SYLOTI NAGRI LETTER PHO             | Syloti-Nagri-Buchstabe Pho                |
| U+A81B (43035) | ꠛ               | anderer Buchstabe, Silbe oder Ideogramm | links nach rechts           | SYLOTI NAGRI LETTER BO              | Syloti-Nagri-Buchstabe Bo                 |
| U+A81C (43036) | ꠜ               | anderer Buchstabe, Silbe oder Ideogramm | links nach rechts           | SYLOTI NAGRI LETTER BHO             | Syloti-Nagri-Buchstabe Bho                |
| U+A81D (43037) | ꠝ               | anderer Buchstabe, Silbe oder Ideogramm | links nach rechts           | SYLOTI NAGRI LETTER MO              | Syloti-Nagri-Buchstabe Mo                 |
| U+A81E (43038) | ꠞ               | anderer Buchstabe, Silbe oder Ideogramm | links nach rechts           | SYLOTI NAGRI LETTER RO              | Syloti-Nagri-Buchstabe Ro                 |
| U+A81F (43039) | ꠟ               | anderer Buchstabe, Silbe oder Ideogramm | links nach rechts           | SYLOTI NAGRI LETTER LO              | Syloti-Nagri-Buchstabe Lo                 |
| U+A820 (43040) | ꠠ               | anderer Buchstabe, Silbe oder Ideogramm | links nach rechts           | SYLOTI NAGRI LETTER RRO             | Syloti-Nagri-Buchstabe Rro                |
| U+A821 (43041) | ꠡ               | anderer Buchstabe, Silbe oder Ideogramm | links nach rechts           | SYLOTI NAGRI LETTER SO              | Syloti-Nagri-Buchstabe So                 |
| U+A822 (43042) | ꠢ               | anderer Buchstabe, Silbe oder Ideogramm | links nach rechts           | SYLOTI NAGRI LETTER HO              | Syloti-Nagri-Buchstabe Ho                 |
| U+A823 (43043) | ꠣ                | Markierung mit Extrabreite              | links nach rechts           | SYLOTI NAGRI VOWEL SIGN A           | Syloti-Nagri-Vokalzeichen A               |
| U+A824 (43044) | ꠤ                | Markierung mit Extrabreite              | links nach rechts           | SYLOTI NAGRI VOWEL SIGN I           | Syloti-Nagri-Vokalzeichen I               |
| U+A825 (43045) | ꠥ                | Markierung ohne Extrabreite             | Markierung ohne Extrabreite | SYLOTI NAGRI VOWEL SIGN U           | Syloti-Nagri-Vokalzeichen U               |
| U+A826 (43046) | ꠦ                | Markierung ohne Extrabreite             | Markierung ohne Extrabreite | SYLOTI NAGRI VOWEL SIGN E           | Syloti-Nagri-Vokalzeichen E               |
| U+A827 (43047) | ꠧ                | Markierung mit Extrabreite              | links nach rechts           | SYLOTI NAGRI VOWEL SIGN OO          | Syloti-Nagri-Vokalzeichen Oo              |
| U+A828 (43048) | ꠨               | anderes Symbol                          | anderes neutrales Zeichen   | SYLOTI NAGRI POETRY MARK-1          | Syloti-Nagri-Poesiezeichen 1              |
| U+A829 (43049) | ꠩               | anderes Symbol                          | anderes neutrales Zeichen   | SYLOTI NAGRI POETRY MARK-2          | Syloti-Nagri-Poesiezeichen 2              |
| U+A82A (43050) | ꠪               | anderes Symbol                          | anderes neutrales Zeichen   | SYLOTI NAGRI POETRY MARK-3          | Syloti-Nagri-Poesiezeichen 3              |
| U+A82B (43051) | ꠫               | anderes Symbol                          | anderes neutrales Zeichen   | SYLOTI NAGRI POETRY MARK-4          | Syloti-Nagri-Poesiezeichen 4              |
| U+A82C (43052) | ꠬                | Markierung ohne Extrabreite             | Markierung ohne Extrabreite | SYLOTI NAGRI SIGN ALTERNATE HASANTA | Syloti-Nagri-Zeichen alternatives Hasanta |